# Greve Strand
 Ikke at forveksle med Greve Landsby.
 For alternative betydninger, se Greve. (Se også artikler, som begynder med Greve)
Greve Strand er et byområde i Hovedstadsområdet beliggende i Greve Kommune under Region Sjælland. Byområdet har 44.682 indbyggere  (2024) og indbyggerne bor fordelt på bl.a den største bydel Hundige på Sydkysten, men også de mindre bydele såsom Mosede Strand, Karlslunde og Greve Midtby. Der er godt 25 kilometer fra Greve st til Rådhuspladsen i Københavns centrum. Greve Strand ligger i et befolkningmæssigt tæt bebygget område ved Køge Bugt Strandpark der voksede frem i 1970'erne som omegnsbyer til Hovedstadsområdet. Ved “Waves” storcenteret i Hundige ligger Greve Kulturhus Portalen i Greve der bl.a. benyttes til jazz- og rockkoncerter. Kulturhuset har en karakteristisk arkitektonisk portal, deraf navnet.
Tæt ved Greve Strand ligger Køge Bugt Motorvejen og på den anden side af denne finder man Greve Landsby med Greve Museum og Greve Kirke. Den gamle kirke er en markant kontrast til de modernistiske Johanneskirken, Hundige Kirke, samt Karlslunde Strandkirke i Greve Strands moderne bydele.
Grænsen mellem Greve og Hundige går lige før Godsparken. Godsparken er dermed en del af Hundige, da Hundige anses for at være en by for sig selv og kun en del af Greve pga. kommunen.

## Historie
Greve Strand er en del af Køge Bugt-planen. Grundlaget for denne plan var Køge Bugt-loven fra 1961. Loven og planen havde som forudsætning, at der skulle udarbejdes en samlet plan for byudviklingen langs Køge Bugt med plads til 150.000 indbyggere i "byfingeren". Planen forudsatte en byudvikling i byenheder af forskellig størrelse, i princippet indbyrdes adskilte af grønne korridorer vinkelret på kysten. Det var en forudsætning, at hele området skulle trafikbetjenes af en S-baneforbindelse, og at der omkring stationerne skulle reserveres plads til højhusbyggeri, butiksfaciliteter og offentlige institutioner som fx skole, mens de områder, der lå lidt fjernere fra stationerne, skulle forbeholdes parcelhuse og rækkehuse. For Greve Strand var der planlagt boliger til 19.450 indbyggere. Dispositionsplanen blev færdig den 2. juni 1966.
Det viste sig hurtigt, at de grønne områder slet ikke modsvarede behovet, så planen blev suppleret med anlæggelsen af Køge Bugt Strandpark med lystbådehavne og badestrande, hvis sydlige ende endte ved Greve Strand.